# Ambonus
Ambonus is een kevergeslacht uit de familie van de boktorren (Cerambycidae). De wetenschappelijke naam van het geslacht werd voor het eerst geldig gepubliceerd in 1848 door Gistel.

## Soorten
Ambonus omvat de volgende soorten:
- Ambonus albomaculatus (Burmeister, 1865)
- Ambonus distinctus (Newman, 1840)
- Ambonus electus (Gahan, 1904)
- Ambonus interrogationis (Blanchard, 1847)
- Ambonus lippus (Germar, 1824)
- Ambonus proximus (Berg, 1889)
- Ambonus variatus (Newman, 1841)
- Ambonus yucatanus (Fuchs, 1961)